# Cladotanytarsus yunnanensis
Cladotanytarsus yunnanensis är en tvåvingeart som beskrevs av Wang och Zheng 1990. Cladotanytarsus yunnanensis ingår i släktet Cladotanytarsus och familjen fjädermyggor. Inga underarter finns listade i Catalogue of Life.